# 村松二郎
村松 二郎（むらまつ じろう、1954年6月30日 - ）は、日本の元政治家。新潟県十日町市中魚沼郡選挙区選出の元新潟県議会議員（自由民主党所属、6期）で第89代新潟県議会議長（2010年5月18日 - 2011年7月13日）を務めた。退任後は全国森林組合連合会会長を務めた。勲等は旭日中綬章。

## 経歴
- 1954年 - 6月30日、新潟県東頸城郡大島村に生まれる。
- 1980年 - 北海道大学農学部卒業。
- 1987年 - 大島村村長（32歳）
- 1991年 - 新潟県議会議員当選、東頸城郡選挙区（36歳、1期）
- 1995年 - 新潟県議会議員当選（2期）
- 1998年 - 県議会総務文教委員長。
- 1999年 - 新潟県議会議員当選（3期）、県議会厚生環境委員長。
- 2003年 - 新潟県議会議員当選（4期）
- 2006年12月12日 - 十日町市中魚沼郡選挙区に鞍替え出馬表明（上村憲次県議引退で後継）
- 2007年 - 新潟県議会議員当選（5期）
- 2009年7月10日 - 新潟県議会副議長就任。
- 2010年5月18日 - 第89代新潟県議会議長に就任[1]。
- 2011年 - 新潟県議会議員当選（6期）
- 2015年 - 新潟県議会議員当選（7期、無投票）[2]
- 2018年
  - 6月26日 - 全国森林組合連合会会長に就任[3]。
  - 7月13日 - 新潟県議会議員辞職[4]
- 2021年6月25日 - 全国森林組合連合会会長退任[5]。

## 事務所
- 新潟県十日町市本町6丁目1

## 栄典
- 2024年11月 令和6年秋の叙勲で旭日中綬章を受章[6]